# 司淳
司 淳（つかさ じゅん、男性、12月7日 - ）は、日本のイラストレーター。大阪府在住。
高校卒業後、絵は独学で学び、フリーのイラストレーターとして活躍。アニメ顔に写実的な身体という画風が特徴の絵師。自身が武具マニアであるということを生かし、刀・鎧・銃火器・装飾品と幅広くイラストに反映させている。海外での人気も高い。
女性を巨乳、筋肉質に描く事が多い。

## 関連作品

### キャラクターデザイン
- 戦国ブレード - セガサターン版では声優として布津姫の父役も担当。
- 対戦ホットギミックシリーズ[1]
- エアフォースデルタ ブルーウィングナイツ
- 戦国キャノン

### 画集
- 司弾(Tsukasa bullet)―Tsukasa Jun original illustration book
- 彩京イラストレーションズ　Pick Up in TSUKASA JUN

## 関連人物
- 村田蓮爾 - 同高校の先輩[2]。